# Neocyclops papuensis
Neocyclops papuensis – gatunek widłonoga z rodziny Halicyclopidae. Nazwa naukowa tego gatunku skorupiaków została opublikowana w 1986 roku przez belgijskiego biologa Franka Fiersa.